# Heinkel P.1055
O Heinkel P.1055 foi um projecto da Heinkel para conceber um bombardeiro rápido, com cockpit pressurizado e assentos ejectores. O projecto sofreu uma modificação e acabou por evoluir, tornando-se realidade sob a denominação Heinkel He 219.